# Sportpaleis Wolgograd
Sportpaleis Wolgograd (Russisch: Дворец спорта волгоградских профсоюзов), is een universeel sport- en entertainmentcomplex in het centrale deel van Wolgograd op Lenin Avenue, iets ten noorden van het Centraalstadion. Vlakbij is het monumentensemble "Slag om Stalingrad", evenals een aantal winkel- en zakencentra. De capaciteit van de hoofdarena is 2.500 toeschouwers. De activiteit van het complex is gericht op het houden van wedstrijden in dergelijke spelsporten zoals handbal, basketbal, minivoetbal, hockey. Het Sportpaleis wordt gebruikt als een van de concertzalen van de stad.

## Geschiedenis
De bouw van het Sportpaleis begon in 1969 en werd officieel geopend op 2 februari 1974. De Russische basketbalclub BK Krasnyj Oktjabr Wolgograd, gebruikte de arena als zijn thuis arena, terwijl het speelde in de VTB United League. In 2011 werd ter voorbereiding op de Verenigde Rusland-partijconferentie, waaraan Vladimir Poetin deelnam, een renovatie uitgevoerd in het sportpaleis. Ook speelde de Russische vrouwenbasketbalclub ŽBK Dinamo Wolgograd in de arena.